# Dirk Van Tichelt
Dirk Van Tichelt (Turnhout, 10 giugno 1984) è un judoka belga.

## Palmarès
- Giochi olimpici

Rio de Janeiro 2016: bronzo nei 73 kg.
- Mondiali

Rotterdam 2009: argento nei 73 kg.
Rio de Janeiro 2013: bronzo nei 73 kg.
- Europei

Lisbona 2008: oro nei 73 kg.